# Relações entre Brasil e Coreia do Sul

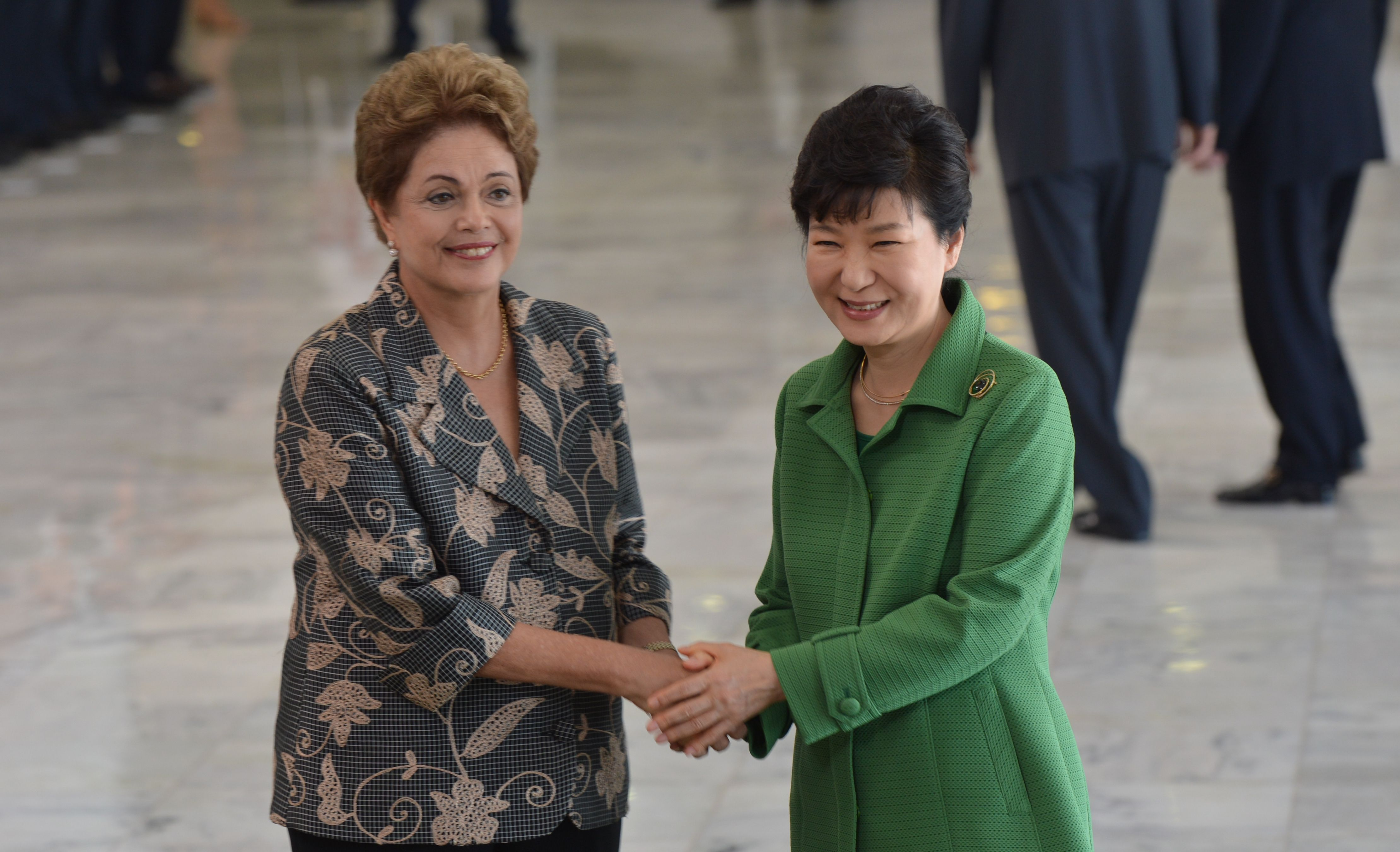
Dilma Rousseff, Presidente do Brasil, recepciona a Presidente da Coreia do Sul, Park Geun-hye, durante visita de Estado ao Brasil em 2015.

As relações entre Brasil e Coreia do Sul são as relações diplomáticas estabelecidas entre a República Federativa do Brasil e a República da Coreia.
A Coreia do Sul foi o primeiro país do leste asiático a integrar o programa "Ciência sem Fronteiras".
Em 2013 comemoraram-se os 50 anos da imigração coreana ao Brasil. O primeiro grupo de 109 pioneiros partiu da cidade de Busan em dezembro de 1962, aportando em Santos em fevereiro de 1963. A comunidade de coreanos e seus descendentes residentes no Brasil (principalmente na cidade de São Paulo) reúne cerca de 50 mil pessoas.

## História
O relacionamento político do Brasil com a Coreia do Sul teve início em junho de 1949, quando reconheceu oficialmente aquele país asiático. O Brasil foi o oitavo país do mundo e o segundo latino-americano (o primeiro foi o Chile) a fazer esse reconhecimento.
As relações diplomáticas entre os dois países foram estabelecidas em 1959. Ainda que o Brasil tenha estabelecido sua embaixada em Seul em 1965, o relacionamento, de uma forma genérica, manteve-se em níveis muito baixos. Em 1989, foi firmado em Brasília um memorandum visando o estabelecimento de uma Comissão Mista para discutir e fomentar uma maior cooperação entre os dois países nos anos 1990.
Em função dos respectivos interesses, o Ministro das Relações Exteriores, Francisco Rezek, visita Seul em agosto de 1991, a primeira visita brasileira em nível ministerial, e assina o Acordo Quadro de Cooperação Científica e Tecnológica. Ainda em 1991, o Brasil apoiou e exerceu papel de liderança no processo de ingresso da Coreia do Sul (também da Coreia do Norte) na ONU.

## Missões diplomáticas
| Do Brasil - Seul (Embaixada) | Da Coreia do Sul - Brasília (Embaixada) - Curitiba (Consulado-geral) - Manaus (Consulado-geral) - Salvador (Consulado-geral) - São Paulo (Consulado-geral) |

## Visitas de Estado
O presidente Kim Young-sam foi o primeiro Chefe de Estado coreano a visitar o Brasil, em 1996. Em janeiro de 2001, o presidente Fernando Henrique Cardoso retribuiu a visita, tornando-se o primeiro presidente brasileiro a visitar a Coreia.
|    | Data                        | Presidente Visitante      | Presidente Anfitrião      | Imagem | Observações |
| -- | --------------------------- | ------------------------- | ------------------------- | --- | --- |
| 1ª | setembro de 1996            | Kim Young-sam             | Fernando Henrique Cardoso | | O presidente coreano estava a frente de uma comitiva de 40 empresários. Nessa ocasião constituiu-se a Comissão Brasil-Coreia para o Século XXI, formada por personalidades da sociedade civil dos dois países e com a missão de ampliar o relacionamento bilateral. |
| 2ª | janeiro de 2001             | Fernando Henrique Cardoso | Kim Dae-jung              | | Nessa visita, os dois presidentes assinaram o Acordo de Cooperação de Uso Pacífico de Energia Nuclear, Acordo de Isenção de Vistos em Passaportes Regulares e o Acordo de Cooperação no Domínio do Turismo. Também firmaram um acordo de “Parceria Especial entre o Brasil e a Coreia do Sul para o Século XXI”. Áreas estratégicas para a cooperação, como tecnologia da informação, biotecnologia, eletrônica e materiais estratégicos foram eleitas prioridade para pesquisa e desenvolvimento conjuntos. |
| 3ª | 16 a 18 de novembro de 2004 | Roh Moo-hyun              | Luiz Inácio Lula da Silva | | Nessa ocasião, os presidentes assinaram um acordo para aprimorar os laços bilaterais nas áreas de comércio, energia e tecnologia de informação. Previu-se a criação de comitê consultivo para analisar os projetos conjuntos de energia elétrica e recursos naturais. Previu-se, igualmente, a realização de estudo conjunto para explorar a assinatura de um acordo de comércio entre a Coreia e o Mercosul. |
| 4ª | 23 a 25 de maio de 2005     | Luiz Inácio Lula da Silva | Roh Moo-hyun              | O Presidente do Brasil, Luiz Inácio Lula da Silva e o Presidente da Coreia do Sul, Roh Moo-hyun, são recebidos por crianças na cerimônia oficial de chegada em Seul, em 24 de maio de 2005. | A visita objetivou dar sequência aos entendimentos no âmbito da “Parceria Especial entre o Brasil e a Coreia do Sul para o Século XXI”. Na oportunidade foram assinados memorandos de cooperação agrícola, bancária, entre agências de promoção comercial, de energia e empresarial. |
| 5ª | 17 a 20 de novembro de 2008 | Lee Myung-bak             | Luiz Inácio Lula da Silva | | Os presidentes assinaram o Memorando de Entendimento para o Estabelecimento do Comitê Conjunto de Promoção de Comércio e Investimentos e Cooperação Industrial. |
| 6ª | 24 a 26 de abril de 2015    | Park Geun-hye             | Dilma Rousseff            | Presidenta Dilma Rousseff recebe a presidente da Coreia do Sul, Park Geun-hye, no Palácio do Planalto, em 24 de abril de 2015.                                                              | Durante a visita, as mandatárias assinaram nove atos institucionais de cooperação que devem trazer inovações tecnológicas ao país, além de proporcionar o intercâmbio de especialistas. Um dos acordos prevê colaboração em pesquisa e desenvolvimento de comunicação 5G, e outro, cooperação na área de energia nuclear. Os dois países criaram o Programa de Cooperação em Tecnologia da Informação Brasil-Coreia. Os acordos de cooperação envolverão empresas, universidades e centros de pesquisa em iniciativas conjuntas que gerarão oportunidades de negócios e o desenvolvimento de alto conteúdo tecnológico para atender a mercados nacionais e internacionais. A presidente sul-coreana também participou de evento empresarial organizado pela Federação das Indústrias do Estado de São Paulo (Fiesp) e pela Câmara Coreana de Comércio e Indústria. |

Além das visitas de Estado, o então presidente Luiz Inácio Lula da Silva e a presidente eleita Dilma Rousseff estiveram na Coreia do Sul entre 11 e 12 de novembro de 2010, para participar da 5ª reunião de cúpula do G20. Por sua vez, Lee Myung-bak esteve no Brasil entre 20 e 22 de junho de 2012, para participar da Rio+20.

## Comparação entre os dois países
|                                 | República Federativa do Brasil                                                                         | República da Coreia                                                                     |
| ------------------------------- | --- | --------------------------------------------------------------------------------------- |
| População                       | 202 768 562 habitantes                                                                                 | 48 636 068 habitantes                                                                   |
| Área                            | 8 515 767 km²                                                                                          | 99 720 km²                                                                              |
| Densidade populacional          | 23.8 hab/km²                                                                                           | 493 hab/km²                                                                             |
| Capital                         | Brasília                                                                                               | Seul                                                                                    |
| Maiores cidades                 | São Paulo – 11 895 893 hab (20 284 891 hab na região metropolitana)                                    | Seul – 10 117 909 hab (25 620 000 hab na região metropolitana)                          |
| Tipo do Estado                  | República presidencialista                                                                             | República presidencialista                                                              |
| Idioma oficial                  | Português                                                                                              | Coreano                                                                                 |
| Religiões principais            | 64,6% Catolicismo romano, 22,2% Protestantismo, 8% Sem religião, 2% Espiritismo, 3,2% Outras religiões | 46,5% Sem religião, 22,8% Budismo, 18,3% Protestantismo, 10,9% Catolicismo, 1,7% Outras |
| PIB (nominal) (estimativa 2014) | US$2,244 trilhões ($11 067 per capita)                                                                 | US$1,449 trilhão ($28 738 per capita)                                                   |
| Trocas populacionais            | 50 000 coreanos vivendo no Brasil                                                                      | 1 502 brasileiros vivendo na Coreia do Sul                                              |